# Полярные авиалинии
АО «Авиакомпания «Полярные авиалинии» (якут. «Полярные авиалинии» авиахампаанньа» аахсыйалардаах холбоhуга) — российская авиакомпания, осуществляющая региональные перевозки в Якутии. Базируется в Якутске, имеет филиалы в Батагае, Нюрбе, Тикси, Зырянке. Помимо пассажирских перевозок выполняет санитарные рейсы, поисково-спасательные полёты по ликвидации последствий чрезвычайных ситуаций и тушению лесных пожаров, социально-значимые пассажирские перевозки в арктических и центральных улусах Республики Саха (Якутия), авиаработы для нужд промышленных предприятий, чартерные и обзорные рейсы.

Логотип ГУП Республики Саха (Якутия) Авиакомпания «Полярные авиалинии».

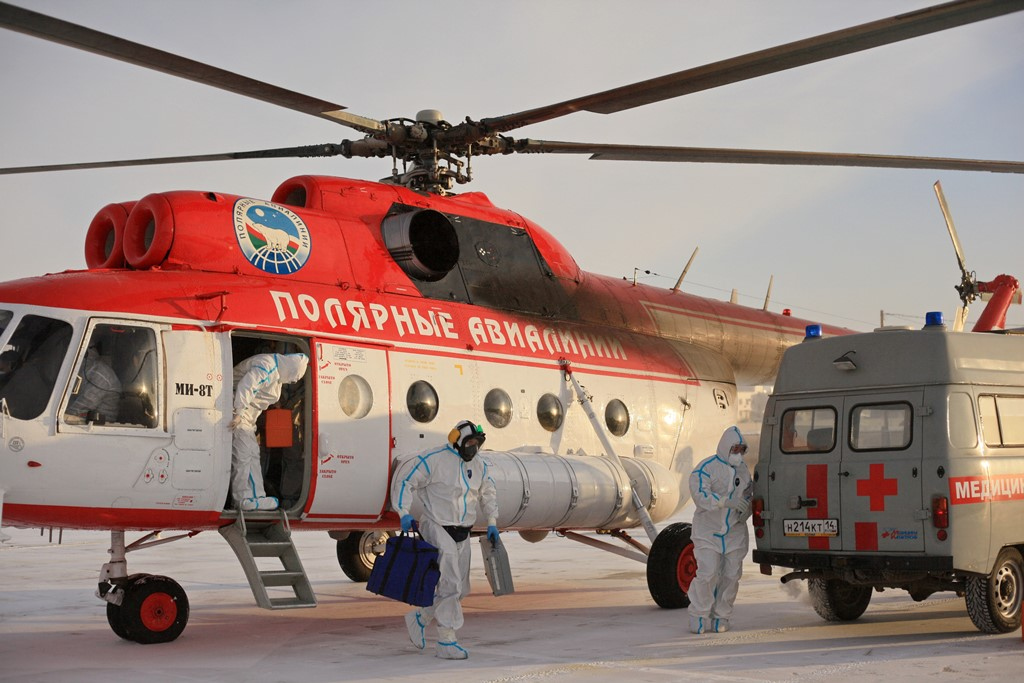

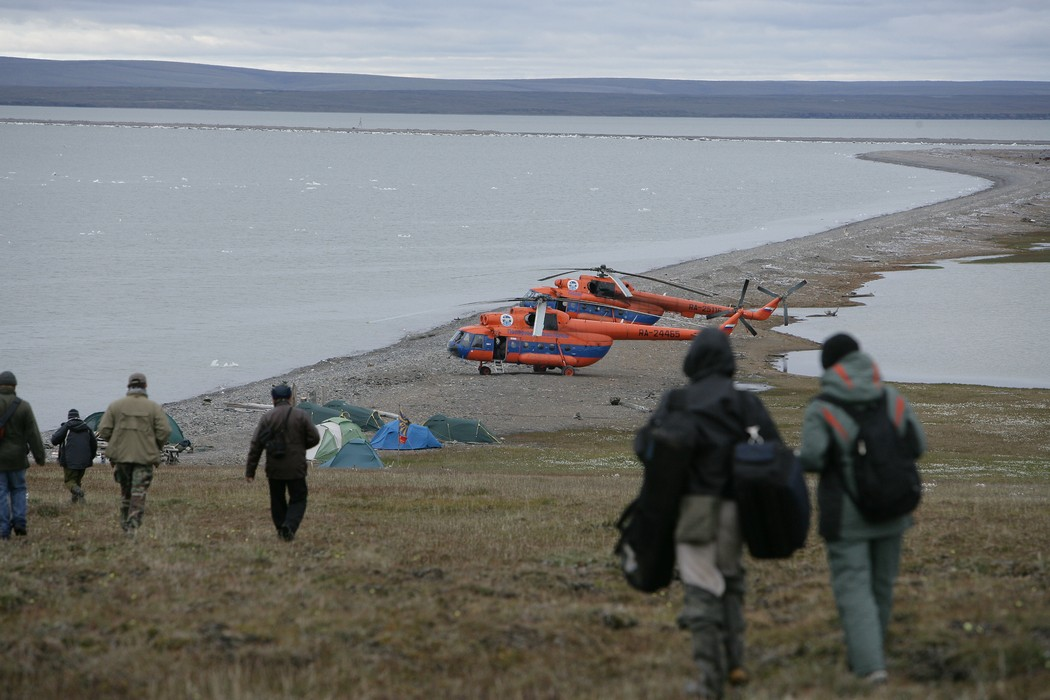

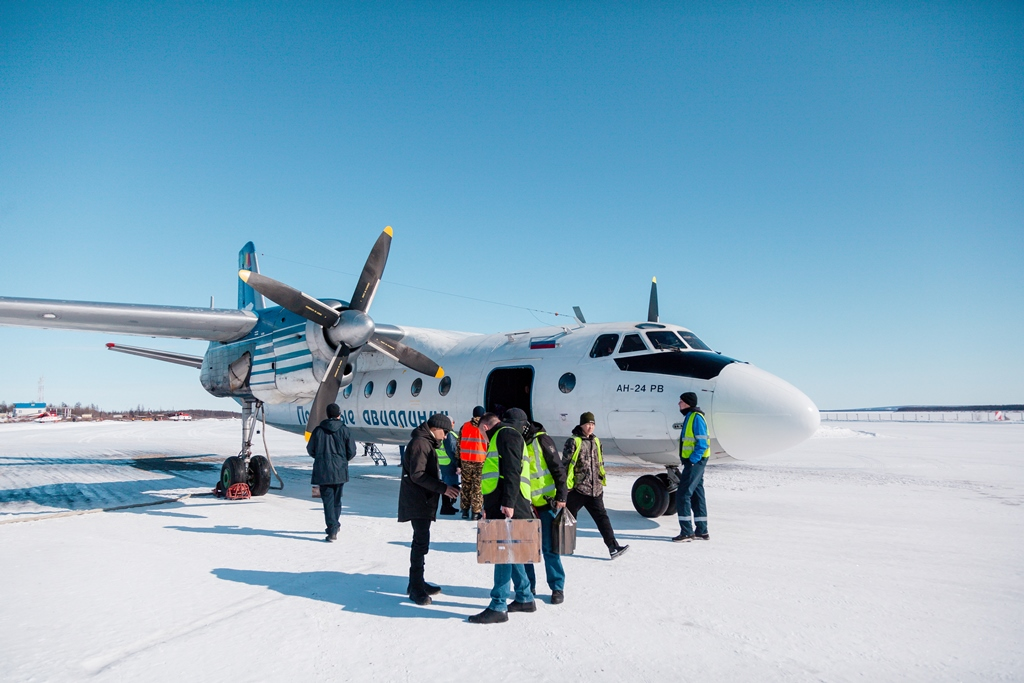

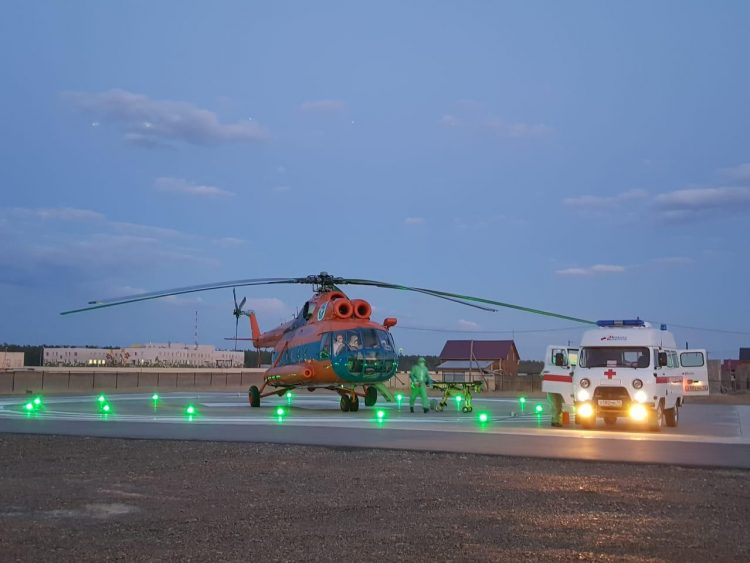

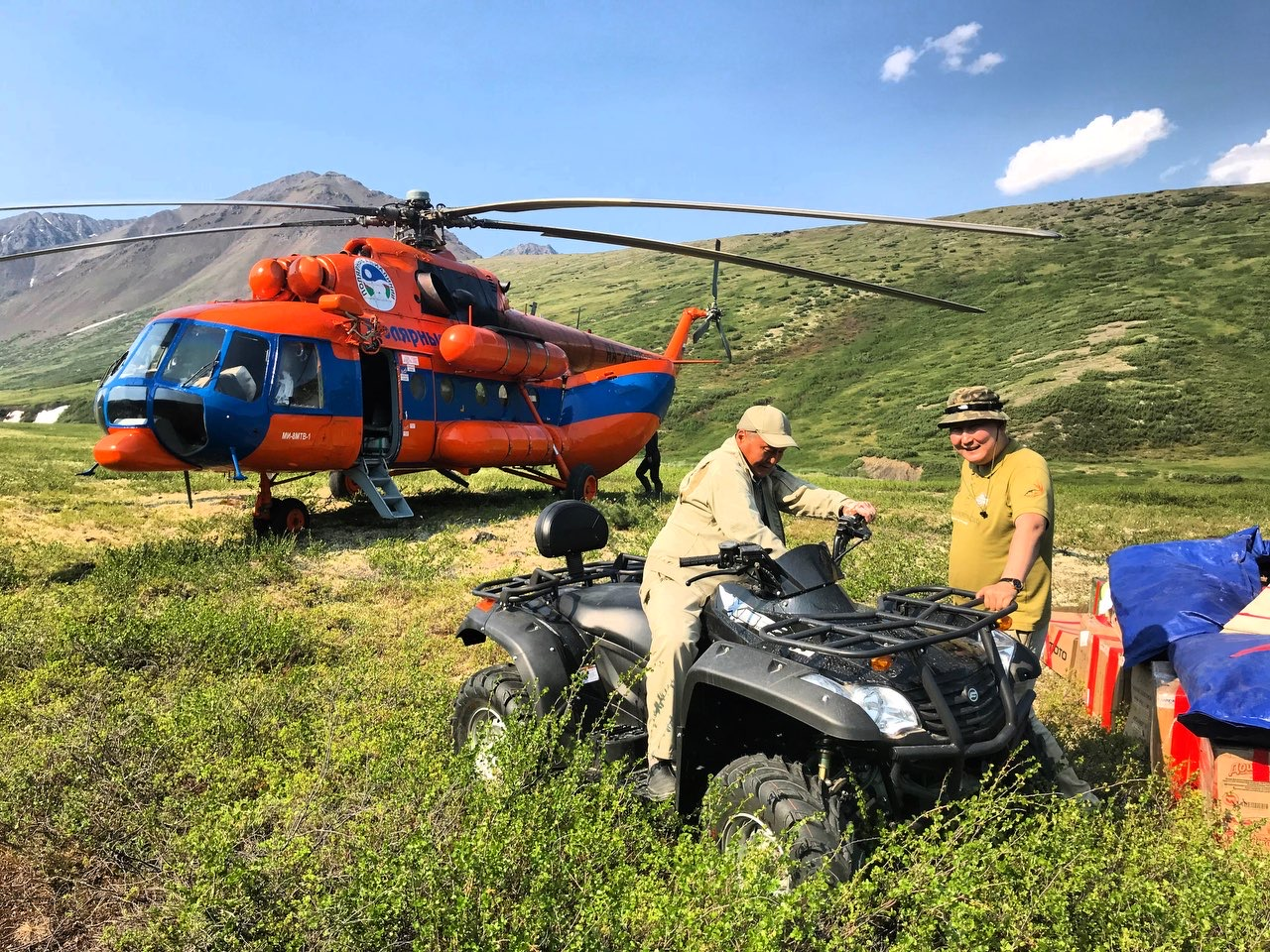

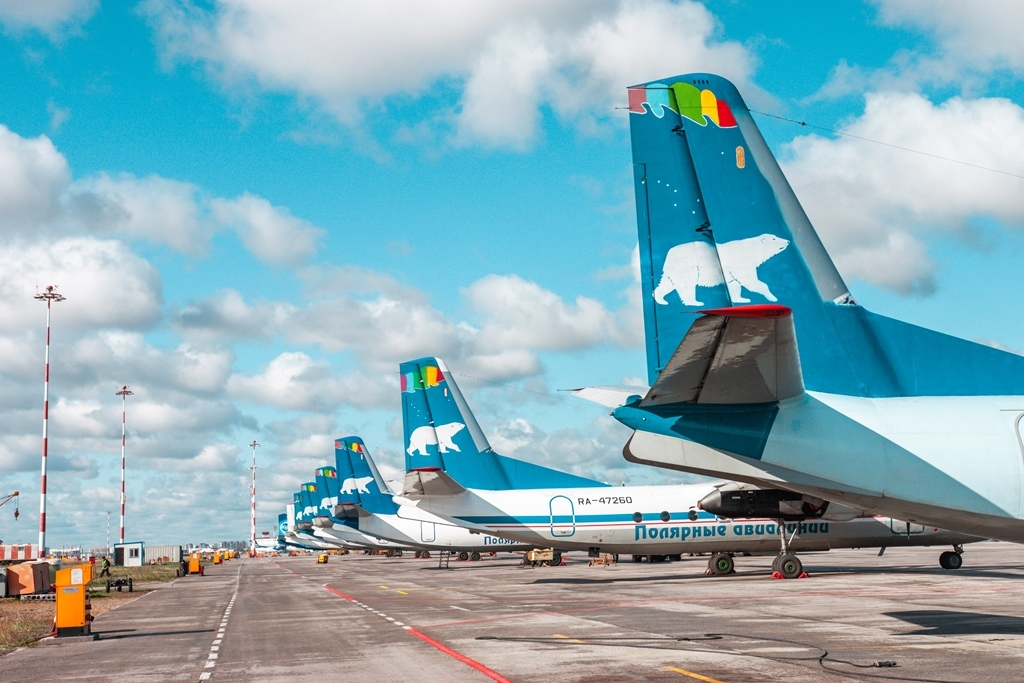

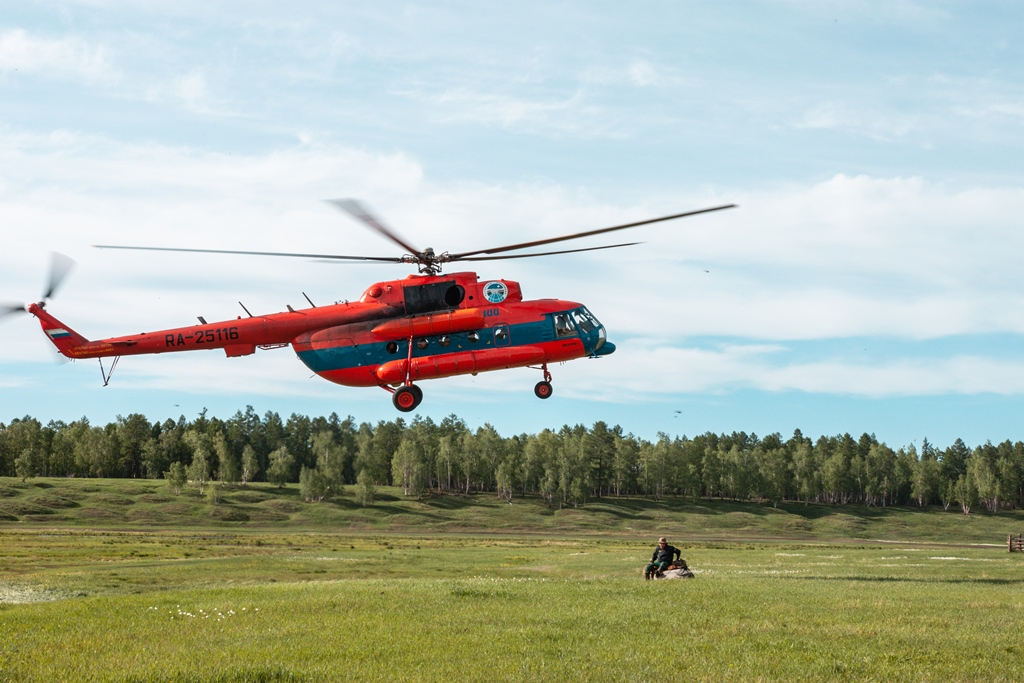

## История
Государственное унитарное предприятие Авиакомпания «Полярные авиалинии» образовано Указом Президента Республики Саха (Якутия) от 16 июня 1997 года «Вопросы структурных изменений воздушного транспорта» на базе Батагайского, Чокурдахского, Тиксинского и Колымо-Индигирского авиапредприятий и Национальной авиакомпании «СахаАвиа» (НАК «СахаАвиа»).
В состав предприятия вошли аэропорты Батагая, Верхоянска, Тикси, Черского, Чокурдаха, Белой Горы, Кулар, Куйги, Нижнеянска, Депутатского и Саккырыра (выведены из состава в 2000 году). Начали выполняться полеты в 7 арктических районов: Верхоянский, Усть-Янский, Булунский, Эвено-Бытантайский, Абыйский, Аллаиховский и Нижнеколымский.
Первый регулярный рейс «полярников» был открыт 9 июня 1998 года по маршруту Тикси-Москва на самолете ТУ-154 (1 раз в  неделю).
В 2003 году начата работа по восстановлению производственной базы аэропорта «Маган», через некоторое время сюда прибыла первая бригада техников, один самолет АН-2 и один МИ-8. За год был выполнен 301 самолетный вылет.
В 2005 году на базе авиакомпании создана сеть авиакасс – Агентство воздушных сообщений.
В период с 2005 по 2011 годы образованы филиалы авиакомпании в Нюрбе, Зырянке, Тикси и Батагае. 
Рос спрос на пассажирские перевозки, поэтому поэтапно происходило приобретение воздушных судов: в октябре 2001 года принят первый самолет АН-3Т, в 2005-м восстановлена летная годность двух Ан-26, в 2006-м приобретены 2 самолета Ан-24 РВ, с 2005 по 2007 годы приобретены 3 самолета Ан-3Т, в 2009-м парк пополнился 4 самолетами Л-410.
Указом Президента Республики Саха (Якутия) от 18 декабря 2009 года № 1724, Распоряжения Правительства РС(Я) от 29 января 2010 года № 55-р и выданного свидетельства о государственной регистрации юридического лица от 18 июня 2010 года № (ОГРН 1101435005957) ГУП Авиакомпания «Полярные авиалинии» реорганизована в Открытое акционерное общество «Авиакомпания «Полярные авиалинии».
В 2015 году ОАО «Авиакомпания «Полярные авиалинии» преобразована в АО.
С 2016 по 2019 год флот авиакомпании пополнился 5 новыми вертолетами Ми-8МТВ-1 в медкомплектации (в рамках федеральной программы развития санавиации в труднодоступных регионах РФ) и 6 самолетами Ан-24 (переданы авиакомпанией «Якутия»).
26 октября 2022 года в Якутске прошла стратегическая сессия «Транспортная доступность Дальнего Востока - эффективное взаимодействие дальневосточной авиакомпании и аэропортов». На данном мероприятии было принято решение о том, что региональная авиакомпания «Полярные авиалинии» вошла в состав единой дальневосточной авиакомпании «Аврора».
Компанией в разные годы руководили З.О. Саникидзе (1997—1998 гг.), Г.М. Горбунов (1998—2001 гг.), С.И. Терехов (2001—2004 гг.), А.В. Корякин (2004—2014), А.Е. Тарасов (2014—2018), с июля 2018 года АК «Полярные авиалинии» возглавляет С.В.Винокуров.

## Флот
По состоянию на декабрь 2022 года размер флота АО «Полярные авиалинии» составляет 40 самолётов и 25 вертолетов:

## Аэропорты
Основные хабы
- Маган — Аэропорт «Маган»

- Якутск — Международный аэропорт «Якутск»

Региональные маршруты:
- Батагай — Аэропорт «Батагай»
- Амга — аэроплощадка (Сезонный)
- Алдан — Аэропорт «Алдан»
- Батагай-Алыта — Аэропорт «Саккырыр»
- Белая Гора — Аэропорт «Белая Гора»
- Верхневилюйск — Аэропорт «Верхневилюйск»
- Вилюйск — Аэропорт «Вилюйск»
- Депутатский — Аэропорт «Депутатский»
- Зырянка — Аэропорт «Зырянка»
- Нюрба — Аэропорт «Нюрба»
- Нерюнгри — Аэропорт «Чульман»
- Оймякон — Аэропорт «Оймякон» (Сезонный)
- Оленёк — Аэропорт «Оленёк»
- Олёкминск — Аэропорт «Олёкминск»
- Саскылах — Аэропорт «Саскылах»
- Среднеколымск — Аэропорт «Среднеколымск»
- Сунтар — Аэропорт «Сунтар»
- Тикси — Аэропорт «Тикси»
- Усть-Куйга — Аэропорт «Усть-Куйга»
- Усть-Мая — Аэропорт «Усть-Мая»
- Хандыга — Аэропорт «Хандыга»
- Хонуу — Аэропорт «Мома»
- Черский — Аэропорт «Черский»
- Чокурдах — Аэропорт «Чокурдах»

## Происшествия
- 21 ноября 2012 года самолёт Ан-26Б-100 выкатился за пределы ВПП и получил значительные повреждения конструкции. Никто из пассажиров и членов экипажа не пострадал[3].
- 2 июля 2013 года Вертолет Ми-8Т «Полярных авиалиний», выполнявший рейс по маршруту Поселок Депутатский - село Казачье, потерпел крушение в 45 км северо-западнее аэродрома поселка Депутатский Усть-Янского района республики Саха. На его борту было 28 человек: три члена экипажа, 25 пассажиров, включая 11 детей. 24 из них погибли. Выжил только экипаж и 17-летний подросток-пассажир[4].